# كاريمالا
كاريمالا (تكتب أحيانًا باسم كتي مالا أو كادومالا) كانت ملكة ليبية. وهي معروفة من نقوش عثر عليها في المعبد في سمنه في النوبة. تحمل كاريمالا لقب الزوجة والأميرة الملكية. في النقوش التي عثر عليها في سمنه، تظهر الملكة بتاج ريش مزدوج، ولباس طويل. أمام الملك، وهنا نقش أطول مكتوب بالهيروغليفية المصرية، يصعب قراءته يبدو أن النص يشير إلى صراع بين مكاراشا وملك لم يذكر اسمه كان زوج كاريمالا. على الرغم من أن التأريخ الدقيق للنقش غير مؤكد، وبالتالي فأن كريمالا يمكن افتراض أنه تعود إلى الأسرة المصرية الحادية والعشرين أو الثانية والعشرين. تعتبر هذه الفترة (حوالي 1000 - 750 قبل الميلاد) العصر المظلم للتاريخ النوبي، والذي لا يعرف عنه شيء تقريبًا. يثبت هذا النقش استمرار بعض هياكل السلطة.  في عام 1999 قدم كريس بينيت دعوى مفادها أن كاريمال كانت ابنة أوسركون الأكبر ابن زعيم قبائل الليبية (حكم من 992 إلى 986 قبل الميلاد). تُدعى «ابنة الملك» و «زوجة الملك» ويبدواسمها بأنها ليبية. نظرًا لتاريخ النقش (14 عامًا)، ربما تكون ملكة زوجة أي من الملك سيامون (حكم 986-967) ق.م) أو الملك بسوسنس الثاني (حكم 967 - 943 ق.م) تفضل بينيت الزواج من سيامون، لأنه في هذه الحالة كان بإمكانها تولي منصب نائب الملك في كوش، نيسخونز، كرئيس ديني في النوبة بعد وفاة الأخير في السنة الخامسة للملك سيامون.